# جوردان بونوزا
جوردان بونوزا (5 فبراير 1988 البوسنة والهرسك - ) هو لاعب كرة قدم بوسني، يلعب كمدافع.

## وصلات خارجية
جوردان بونوزا على موقع الاتحاد الأوربي (الإنجليزية)
- جوردان بونوزا على موقع دوري كوريا الجنوبية (الإنجليزية)
- جوردان بونوزا على موقع قاعدة بيانات كرة القدم.إي يو (الإنجليزية)
- جوردان بونوزا على موقع Soccerbase.com (لاعب) (الإنجليزية)
- جوردان بونوزا على موقع Soccerway.com (الإنجليزية)
- جوردان بونوزا على موقع عالم كرة القدم.نت (الإنجليزية)